# Parc Nacional Calilegua
El Parc Nacional Calilegua es troba al sud-est de la província de Jujuy (Argentina), sobre les faldes orientals de les regions muntanyenques de Calilegua. La seva creació el 1979 tenia com a objectiu la protecció de les Yungas i el resguard de les naixents de rierols de la serra. Les 76.320 hectàrees de superfície total el converteixen en el Parc Nacional més extens del nord-oest argentí. L'eco-regió en què es troba present és la de selva de les Yungas i Puna (o selva de muntanya del nord-oest argentí), que es caracteritza pel clima càlid humit, amb pluges estivals d'entre 900 i 1300 mm. L'ecoregió es troba integrada amb les serres subandines, les altures de les quals oscil·len entre els 400 m i els 3000 m. A part de la densa cobertura vegetal (amb repobles i espessos sotaboscos), el bioma d'aquest parc nacional argentí presenta interessants exemplars de fauna major autòctona, entre els quals destaquen el còndor, el jaguar (anomenat freqüentment en aquesta zona "tigre"), el puma ("lleó"), el cérvol taruca, el tapir ("anta") i pecaries ("porcs de forest").